# Йованович-Змай, Йован
Йо́ван Йова́нович (псевдоним Дракон (Змај); 24 ноября 1833, Нови-Сад, Австрийская империя — 3 июня 1904, Сремска-Каменица, Австро-Венгрия) — сербский поэт и переводчик, живший в Австро-Венгрии. Больше всего известен как автор стихов для детей.

## Биография
Отец Йована был мэром города Новый Сад.
Йован изучал юридические науки и медицину, был врачом в Пеште; позже жил в Вене. 
В 1864 году он основал в Пеште юмористическо-сатирический журнал «Змај» («Дракон»), который был принят с большим интересом. Популярность издателя журнала привела к возникновению псевдонима Змай, по которому литератора называли как в широкой прессе, так и в кругу друзей. В 1866 году появилась его шутливая повесть «Шаран».
В конце 1860-х годов Йованович-Змай сосредоточился на литературной работе, однако после смерти жены и единственной дочери (в 1872 году) от туберкулёза он вернулся к врачебной практике, и впоследствии внёс существенный вклад в организацию медицинского образования в Сербии. Трагедию утраты семьи поэт выразил в  сборнике повестей «Увядшие розы». В 1877 году вышла в свет его «Иллюстрированная военная хроника». Через несколько лет Йованович-Змай вернулся к ироничной и сатирической литературе. В 1878 году он основал юмористический журнал «Карлик» (Стармали), а в 1880 году — журнал для детей «Невен».
Собрание произведений Йована Змая было издано в 1880 году в Новом-Саде, а в 1887 году Миливой Шрепель выпустил в Загребе «Избранные стихотворения Змея-Йована Йовановича» («Odabrane pjesme Zmaja Jovana Jovanovica», латиницей, для хорватов). К этому изданию была приложена биография поэта.
В 1890-е годы вокруг литератора сложился круг образованной интеллигенции, оказывающей влияние на политические круги и провластные партии. Йован Змай скончался в 1904 году, его похороны стали общенациональным событием, на которое собрались представители самых разных международных кругов.

### Переводы
Йован Змай повлиял на развитие романтизма в сербской литературе и культуре, осуществив переводы ключевых произведений русской, немецкой, венгерской и английской поэзии на сербский язык. 
В переводах Змая сербские читатели познакомились с творчеством А.С. Пушкина, М.Ю. Лермонтова, И. Гёте, Г. Гейне, Ш. Петёфи, Г. Лонгфелло.

### Детская литература
В сербской литературе Йованович-Змай — классик поэзии для детей. Маленькие и простые детские стихотворения Змая так же популярны в Сербии, как стихи Корнея Чуковского или Агнии Барто в русскоязычной культуре. 
Издавая детские журналы и уделяя внимание детскому творчеству, Йован Змай способствовал расцвету сербской литературы первой половины XX века. 

В Сербии регулярно проводятся «Змаевы детские игры» (Zmaјeve dechјe game / Zmajeve decje igre) — большой праздник культуры и искусства, названный в честь Йована Змая.